# Portage Des Sioux
Portage Des Sioux é uma cidade localizada no estado americano de Missouri, no Condado de St. Charles.

## Demografia
Segundo o censo americano de 2000, a sua população era de 351 habitantes.
Em 2006, foi estimada uma população de 349, um decréscimo de 2 (-0.6%).

## Geografia
De acordo com o United States Census Bureau tem uma área de
1,3 km², dos quais 1,2 km² cobertos por terra e 0,1 km² cobertos por água.

## Localidades na vizinhança
O diagrama seguinte representa as localidades num raio de 16 km ao redor de Portage Des Sioux.